# Fach
Le système Fach (de l'allemand : Fach, « compartiment » ou « sujet d'étude », ici au sens de « spécialisation vocale ») est un système de classement des chanteuses et chanteurs, selon l'étendue, le « poids », et le timbre de leur voix. Il est principalement utilisé en opéra pour associer un Fach, c'est-à-dire un type de voix, à un rôle. Fach est utilisé dans le monde entier, mais principalement en Europe, en particulier dans les pays Germanophones et par les répertoires d'opéras.

## Classement
1. Sopranos :
  - soprano léger ;
  - soprano lyrique ;
  - soprano dramatique.
2. Mezzo-sopranos, contraltos :
  - mezzo-soprano lyrique ;
  - mezzo-soprano léger ;
  - mezzo-soprano dramatique ;
  - contralto.
3. Contreténors
4. Ténors :
  - ténor léger ;
  - ténor lyrique léger ;
  - ténor lyrique ;
  - ténor lirico spinto ;
  - ténor dramatique.
5. Barytons, basses :
  - baryton léger ;
  - baryton lyrique ;
  - baryton ;
  - baryton dramatique ;
  - baryton Verdi ;
  - baryton-basse ;
  - basse chantante ;
  - basse profonde ;
  - basse bouffe.

## Usage
Né en Allemagne, le système Fach s'est étendu à l'Europe et aux États-Unis. Il est notamment défini dans l'ouvrage allemand de référence Handbuch der Oper, écrit par les théoriciens et praticiens de la musique Rudolf Kloiber (en), Wulf Konold (de) et Robert Maschka et publié en 1951,.